# Cyperus grandibulbosus
Cyperus grandibulbosus är en halvgräsart som beskrevs av Charles Baron Clarke. Cyperus grandibulbosus ingår i släktet papyrusar, och familjen halvgräs. IUCN kategoriserar arten globalt som livskraftig. Inga underarter finns listade i Catalogue of Life.